# Chilleurs-aux-Bois
Chilleurs-aux-Bois is een gemeente in het Franse departement Loiret (regio Centre-Val de Loire). De plaats maakt deel uit van het arrondissement Pithiviers. Chilleurs-aux-Bois telde op 1 januari 2022 2.103 inwoners.

## Geografie
De oppervlakte van Chilleurs-aux-Bois bedroeg op 1 januari 2022 52,22 vierkante kilometer; de bevolkingsdichtheid was toen 40,3 inwoners per km².

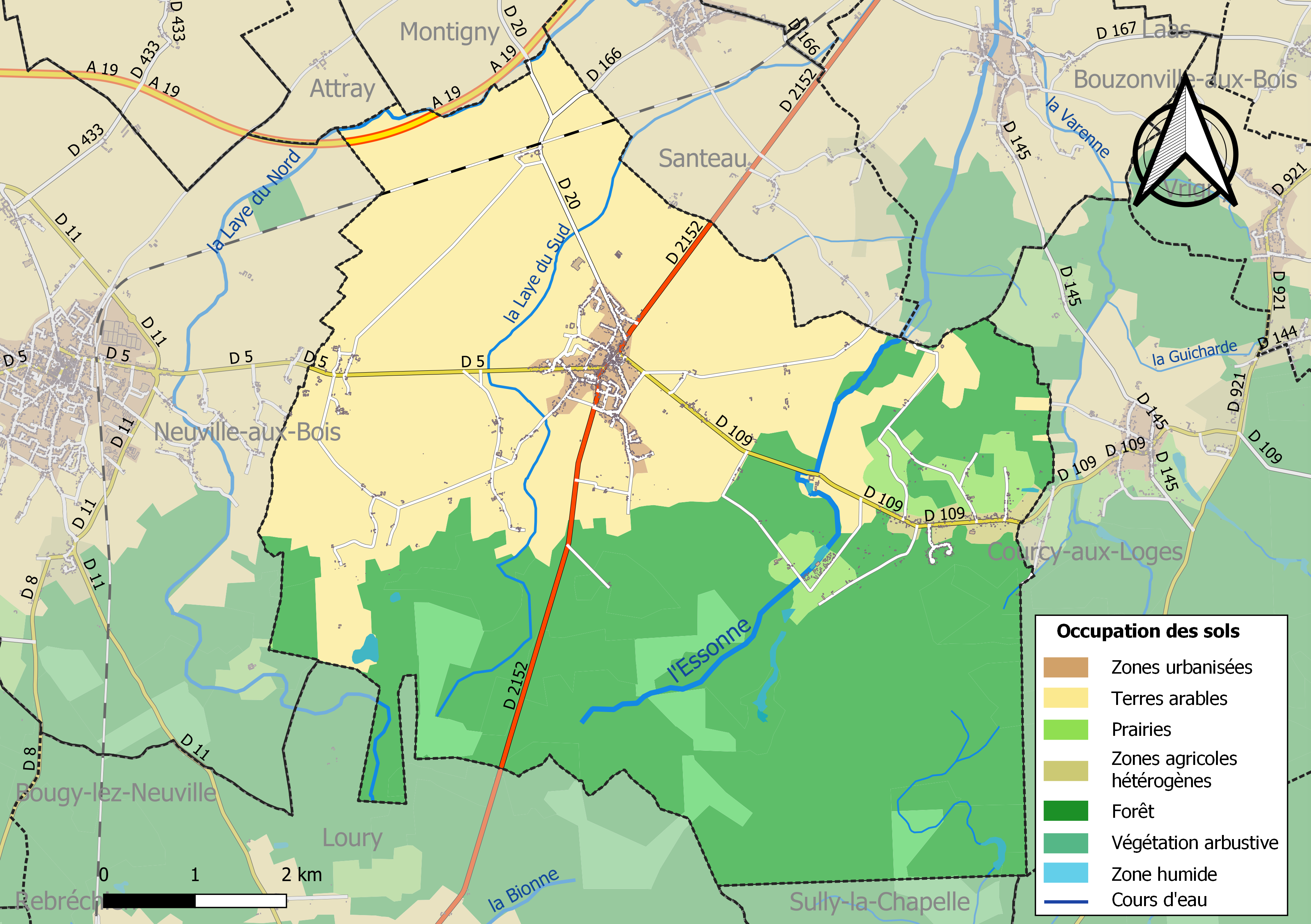
Kaart van de gemeente met de belangrijkste infrastructuur, bodemgebruik en omliggende gemeenten

## Demografie
Onderstaande figuur toont het verloop van het inwonertal (bron: INSEE-tellingen).